# 金沢真
金沢 真（かなざわ まこと、1992年5月24日 - ）は、日本棋院関西総本部所属の元囲碁棋士、七段（引退に伴い八段）。神奈川県平塚市出身。藤沢秀行名誉棋聖門下。

## 来歴
父は毎日新聞社記者にして、全日本学生本因坊戦4連覇・日本アマ囲碁最強戦を制するなどのアマチュア強豪の金沢盛栄。叔父の金沢東栄もアマチュア強豪。兄の金沢栄介もアマチュア強豪。祖父の影響で小学1年から囲碁をはじめ藤沢秀行の教室に通う。第29回神奈川県社会福祉作文コンクールでテレビ神奈川社長賞を獲得するなど、文筆においても父譲りの才を見せている。
2002年、平塚市立なでしこ小学校4年時少年少女囲碁大会全国大会に出場。3回戦で敗れる。
2003年、同5年時少年少女囲碁大会全国大会に出場。1回戦は平田智也に勝つも、2回戦で富士田明彦に敗れる 。全日本こども囲碁大会では、4位となる。
2004年、同6年時少年少女囲碁大会・全日本こども囲碁大会で優勝を果たす。第1回小・中学校囲碁団体戦には、神奈川Aチームの一員として出場し準優勝。全日本アマチュア本因坊戦では、ベスト16に進出（父は3位）。記念対局で2子で加藤正夫九段に勝利するなど目覚しい活躍を見せる。冬季棋士採用試験に外来として臨むも、予選で敗退する。
2005年、平塚市立浜岳中学校1年に進級し、少年少女囲碁大会全国大会中学生の部に出場も、敗退。協和発酵杯争奪各段チャンピオン戦（名人戦）で優勝。
その後日本棋院院生となり、夏季棋士採用試験は富士田の次点の2位に終わり、冬季棋士採用試験に臨み、田尻悠人に次ぐ2位で入段する。
2011年　棋道賞連勝記録賞（13連勝）。
2012年、新人王戦で富士田明彦を2-1で降し、新人王となる。
2014年、第40期名人戦最終予選では二十五世本因坊治勲・結城聡（元天元）・王銘琬（元本因坊）に勝利し、第40期名人リーグ入りを果たす。名人リーグでは蘇耀国九段に勝利するも1勝7敗で陥落。規定により、七段に飛付昇段。棋道賞新人賞受賞。
2018年1月付けで関西総本部に移籍。

## 昇段・良績
- 2007年 初段
- 2009年9月15日 二段（勝星規定）[13]
- 2010年 第35期新人王戦8強
- 2011年3月10日 第67期本因坊戦最終予選に進む
- 2011年9月2日 三段（勝星規定）[14]
- 2012年6月28日 第19期阿含・桐山杯本戦入り
- 2012年10月9日 第37期新人王戦優勝
- 2014年8月22日 四段（勝星規定）[15]
- 2014年11月14日 七段（名人リーグ入りにより）[16]
- 2018年10月22日 第1回若竹杯優勝（非公式棋戦）
- 2023年7月5日　引退（引退に伴い八段昇段）